# 岡崎駅前駅
岡崎駅前駅（おかざきえきまええき）は、かつて愛知県岡崎市にあった、名鉄岡崎市内線、福岡線の駅。
当時の国鉄 岡崎駅と接続駅であり、岡崎駅の東に存在した。
旧・西尾線の岡崎新駅（おかざきしんえき）は、戦後、岡崎駅前駅に実質吸収されている。ここでは岡崎新駅についても記述する。

## 概要

### 岡崎駅前駅
- 2面2線で交換施設を有し、岡崎駅東口の道路上に存在した。木造2階建ての駅舎も存在し、駅舎内には岡崎乗務区が設置され、乗務員の交代が行われていた。
- 開業時の駅名は「岡崎停車場」。「岡崎駅前駅」に改称した時期は不明であるが、岡崎電気軌道時代には改称していたと推測される[1]。
- 国鉄岡崎駅との間には貨物連絡線があり、貨物輸送が行われていた。
- 旧・西尾線との間にも連絡線があり、旧・西尾線の一部が戦後に福岡線として復活した際はその連絡線が転用されている。

### 岡崎新駅
- 2面2線、引込線も1線有していた。駅舎は洋風の2階建てだった。
- 国鉄との間で貨物輸送が行われていたが、直接の連絡線はなく、岡崎市内線の貨物連絡線を経由しての輸送だった。

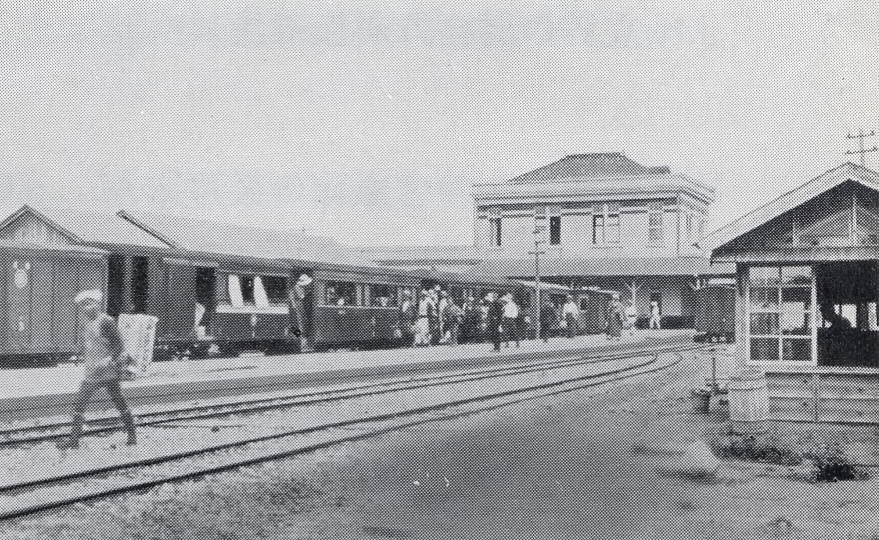
岡崎新駅（大正末期）
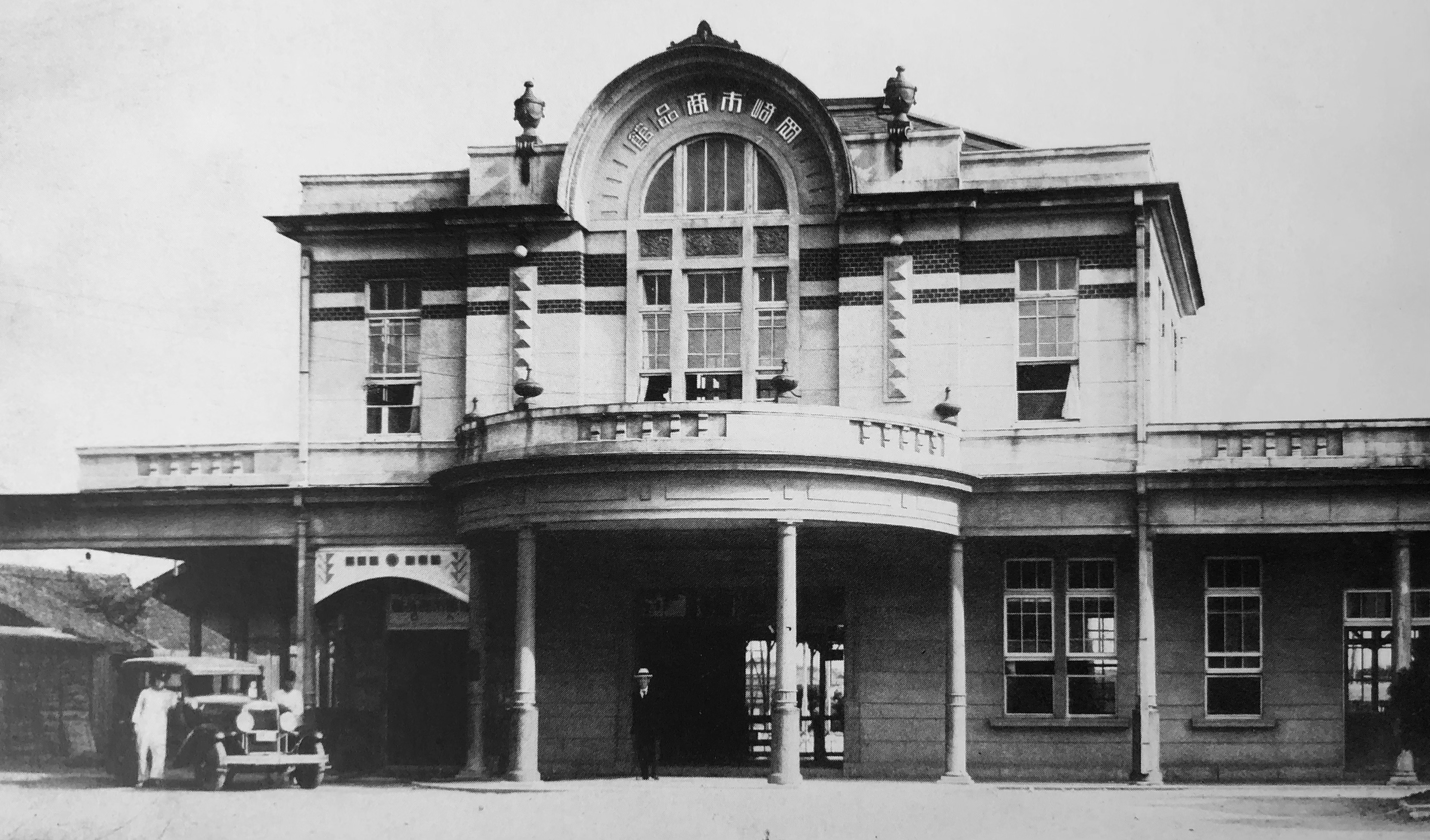
岡崎新駅（昭和初期）

## 歴史

### 岡崎電気軌道・三河鉄道「岡崎駅前駅」
- 1899年（明治32年）1月1日 - 「岡崎馬車鐵道」により岡崎停車場として開業。軌間762mmの単線軌道であった。
- 1911年（明治44年） - 社名を「岡崎電気軌道」と改称。
- 1912年（大正元年）9月1日 - 600V電化。同時に1067mm軌間へ改軌。
- 1922年（大正11年） -  岡崎停車場 - 殿橋（後の岡崎殿橋）間複線化。
- 1927年（昭和2年）7月19日 - 岡崎電気軌道が三河鉄道に合併。三河鉄道の駅となる。このころに岡崎駅前駅に改称したと推測される。
- 1941年（昭和16年）6月1日 - ：三河鉄道が名古屋鉄道に合併。名古屋鉄道の駅となる。

### 西尾鉄道・愛知電気鉄道「岡崎新駅」
- 1911年（明治44年）10月30日 - 「西三軌道」により岡崎新駅が開業。軌間762mmの非電化であった。
- 1912年（明治45年）1月25日 - 西三軌道が西尾鉄道に社名変更。
- 1926年（大正15年）12月1日 - 西尾鉄道が愛知電気鉄道に合併。愛知電気鉄道西尾線の駅となる。
- 1929年（昭和4年）4月1日 - 西尾線の岡崎新 - 西尾駅間を600V電化。同時に1067mm軌間へ改軌。
- 1935年（昭和10年）8月1日 - 愛知電気鉄道と名岐鉄道が合併し、名古屋鉄道となる。名古屋鉄道の駅となる。
- 1943年（昭和18年）12月16日 - 西尾線の岡崎新 - 西尾間が不要不急路線となり、休止。

### 岡崎市内線・福岡線「岡崎駅前駅」
- 1951年（昭和26年）12月1日 - 休止となっていた旧・西尾線の岡崎新 - 西尾間のうち、岡崎新 - 土呂間を岡崎市内線と直通運転する福岡線として復活。岡崎新駅は岡崎市内線の岡崎駅前駅と統合される。
- 1962年（昭和37年）6月17日 - 岡崎市内線及び福岡線福岡町 - 大樹寺間廃止により廃駅となる。

## その他
- 岡崎駅前駅は道路の一部となっている。駅舎跡地はコンビニエンスストアとなっている。
- 岡崎新駅の駅舎は昭和40年代まで日本通運岡崎支店の建物として使用されていたが解体されている。ホーム跡地は自転車置き場となっている。

## 隣の駅
名古屋鉄道
岡崎市内線・福岡線
北羽根駅 - 岡崎駅前駅 - 柱町駅
西尾線（旧線）
岡崎新駅 - 土呂駅